# بيت ماركوس
بيت ماركوس (بالإنجليزية: Pete Marcus)‏ هو لاعب كرة قدم أمريكية أمريكي، ولد في 17 ديسمبر 1917 في مقاطعة ويستمورلاند في الولايات المتحدة، وتوفي في 20 أبريل 1997.